# 托德·威登
托德·威登（英語：Todd Widom，1983年4月24日—）是一位美國職業網球運動員。

## 外部連結
- 托德·威登（英文/西班牙文）的官方資料
- 托德·威登的國際網球總會 職業／青少年 官方資料（英文）
- 托德·威登的官方資料（英文）